# Laura Nargi
Laura Nargi (Avellino, 14 aprile 1984) è una politica italiana, sindaca di Avellino dal 2024 al 2025, prima donna a ricoprire tale carica.

## Biografia
Nata nel 1984 ad Avellino, ha conseguito la laurea in giurisprudenza all'Università degli Studi di Salerno e svolge la professione di avvocata nell'ambito del diritto amministrativo. Ha diretto inoltre il centro diagnostico Nargi, storica attività di famiglia.
Nel 2013 è eletta al consiglio comunale della sua città per il Partito Democratico, la più giovane tra gli eletti, ed è riconfermata nel 2018. Dall'11 luglio 2019 al 16 aprile 2024 è stata assessora e vicesindaca nella giunta presieduta da Gianluca Festa.
Alle elezioni amministrative del 2024 è candidata a sindaca di Avellino, sostenuta da liste civiche di centro-sinistra pur ricevendo l'appoggio informale del centrodestra al ballottaggio. È eletta sindaca al ballottaggio con il 51,8% dei voti, avendo la meglio contro lo sfidante Antonio Gengaro del Partito Democratico, diventando così la prima donna alla guida del comune di Avellino.
Il mandato termina in seguito alla sfiducia del Consiglio comunale del 17 luglio 2025, in merito all'approvazione del bilancio, con 15 voti a favore e 18 contrari, con la complicità dell'ex sindaco Gianluca Festa. Il giorno seguente, l'amministrazione è commissariata con la nomina del commissario prefettizio Giuliana Perrotta.